# Ahenny
Das Dorf Ahenny (irisch: Áth Eine) im Süden des County Tipperary in Irland entstand in seiner heutigen Form als Arbeitersiedlung der benachbarten Ormonde & Victoria Steinbrüche. Früher stellten die 1935 stillgelegten Steinbrüche die Hauptquelle der Schiefergewinnung in der Region und einige der bedeutendsten Schiefersteinbrüche in der Republik Irland dar. Die niedrigen Steinhäuser stehen an lediglich zwei Straßen, die das gesamte Dorf bilden.

## Die Hochkreuze von Ahenny

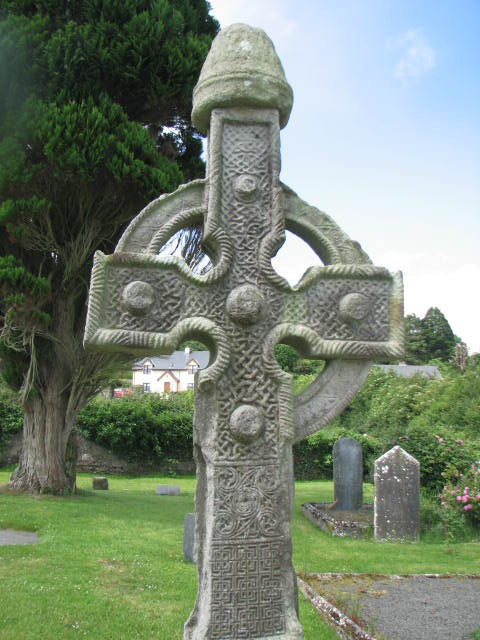
Das Nordkreuz

Anziehungspunkt von Ahenny sind die beiden Steinkreuze auf dem Friedhof, die zu einem ursprünglich daneben liegenden, völlig abgetragenen Kloster (Kilclispeen, mit St. Crispin’s Church) gehören. Die beiden Sandsteinkreuze (Nord- und Südkreuz) gehören zur Ossory-Gruppe, der ältesten Gruppe von Ringkreuzen in Irland, die entweder auf hölzerne (was in Südtipperary möglich erscheint) oder sogar metallische Vorbilder zurückgehen sollen.
Neben der Ossory-Gruppe, gibt es z. B. die
- North Leinster Gruppe (Kells, Monasterboice und Duleek)
- Midlands Gruppe (Clonmacnoise und Durrow)
- Barrow valley Gruppe (Castledermot, Graiguenamanagh, Moone und Ullard - Granitkreuze)

Während das Südkreuz 3,9 m hoch ist, misst das Nordkreuz 3,13 m. Das Alter der beiden Kreuze ist umstritten. Lange galten sie als Relikte des 8. Jahrhunderts, inzwischen werden sie eher der Mitte des 9. Jahrhunderts zugeordnet. Figürliche Darstellungen sind nur auf den übergroßen Sockeln angebracht. Der Schaft, die Arme beider Kreuze und ihre Ringe sind mit keltischer Bandsymbolik (Flechtmuster) verziert. Ungewöhnlich sind die hutartigen Bedeckungen der Kreuze, wobei diejenige des Südkreuzes beschädigt ist.

## Ahenny-Stein
Bei den beiden Hochkreuzen befindet sich der Ahenny-Stein. Dieser im Jahr 1802 errichtete Grabstein für ein 17-jähriges Mädchen hat eine eingeritzte Ogham-Inschrift. Die Besonderheit liegt darin, dass die Ogham-Schrift auch noch etwa 1100 Jahre nach der Blütezeit der Verwendung der Ogham-Schrift Anwendung fand und die Landbevölkerung in Irland zu Beginn des 19. Jahrhunderts diese Schrift noch kannte.